# Amata antitheta
Amata antitheta là một loài bướm đêm thuộc phân họ Arctiinae, họ Erebidae.